# Adolf Rading
Adolf Peter Rading (né le 2 février 1888 à Berlin et mort le 4 avril 1957 à Londres) est un architecte allemand du mouvement « Nouvelle Objectivité ».